# Tiranet de Reiser
El tiranet de Reiser (Phyllomyias reiseri) és una espècie d'ocell de la família dels tirànids (Tyrannidae).

## Hàbitat i distribució
Bosc àrid de les muntanyes, del nord-est de Veneçuela a les terres altes del sud-est del Brasil i nord-est de Paraguai.